# 黃時雨
黃時雨（？—？），字化之，直隸蘇州府常熟縣人，民籍，明朝政治人物。

## 生平
萬曆元年（1573年）癸酉科應天鄉試第一百十九名舉人，二年（1574年）中式甲戌科會試第九十三名，三甲第十二名進士。授刑部主事，升郎中，十年（1582年）出為惠州府知府，升廣東按察司副使，遷雲南布政使司參政，乞歸終養。

## 家族
曾祖黃欽；祖父黃璽；父黃祖相，母陳氏。具庆下。九世孫黃福元為光緒十六年（1890年）庚寅恩科進士。